# Тищенко, Владимир Иосифович
Владимир Иосифович Тищенко (18 июня (1 июля) 1917 года, Воронеж, Российская империя — ноябрь 1973, Москва, РСФСР) — советский партийный и государственный деятель, первый секретарь Воронежского (1941—1949) и Курского (1950—1952) областных комитетов ВКП(б).

## Биография
Член ВКП(б) с 1928 г. В 1938 г. окончил Воронежский институт марксизма-ленинизма, в 1950 г. - Курсы переподготовки при ЦК ВКП(б). 
- 1928—1933 гг. — заместитель председателя, председатель Панинского районного потребсоюза (Центрально-Чернозёмная область), директор Воронежской биологической фабрики, помощник директора Воронежского зооветеринарного института,
- 1939—1940 гг. — секретарь Воронежского областного комитета ВКП(б) по пропаганде,
- 1939—1940 гг. — заведующий отделом пропаганды и агитации Воронежского областного комитета ВКП(б),
- 1940—1941 гг. — второй секретарь Воронежского областного комитета ВКП(б), член Военного Совета Юго-Западного фронта,
- 1941—1949 гг. — первый секретарь Воронежского областного комитета ВКП(б). С началом Великой Отечественной войны был назначен председателем Воронежского городского комитета обороны, с июля 1942 г. — член Военного Совета Воронежского фронта,
- 1950—1952 гг. — первый секретарь Курского областного комитета ВКП(б),
- 1952—1954 гг. — инспектор ЦК ВКП(б)-КПСС,
- 1954—1956 гг. — советник по вопросам партийной работы при Албанской партии труда,
- 1956—1959 гг. — заместитель заведующего отделом партийных органов ЦК КПСС по РСФСР,
- 1959—1961 гг. — заведующий отделом административных и торгово-финансовых органов ЦК КПСС по РСФСР,
- 1961—1963 гг. — заместитель министра торговли РСФСР.

С 1963 г. на пенсии.
Избирался депутатом Верховного Совета СССР 2-го созыва, Верховного Совета РСФСР 3-го, 4-го, 5-го созывов.